# Latouille-Lentillac
Latouille-Lentillac település Franciaországban, Lot megyében. Lakosainak száma 246 fő (2022. január 1.). Latouille-Lentillac Frayssinhes, Gorses, Ladirat, Saint-Paul-de-Vern és Sousceyrac-en-Quercy községekkel határos.

## Népesség
A település népességének változása:
| Lakosok száma | 220  | 205  | 205  | 232  | 228  | 230  | 226  | 223  | 228  | 246  |
|               | 1968 | 1982 | 1990 | 2006 | 2013 | 2015 | 2017 | 2019 | 2020 | 2022 |